# یوگوو
یوگوو (به لهستانی:  Jugów) یک روستا در لهستان است که در گمینا نووا رودا واقع شده‌است. یوگوو ۳٬۵۰۰ نفر جمعیت دارد.